# كارلوس فيفس
كارلوس ألبيرتو فيفس ريستريبو (بالإسبانية: Carlos Alberto Vives Restrepo)‏ ويعرف فنيا بالاختصار كارلوس فيفس (بالإسبانية: Carlos Vives)‏ (7 غشت 1961 بسانتا مارتا، كولومبيا)، هو مغني، كاتب أغاني وممثل كولومبي.

## حياته
في 1982، بدأ كارلوس في التمثيل في عدة تيلينوفيلات، وفي 1986 لعب أول دور بطولة في مسلسل غاييتو راميريز (بالإسبانية: Gallito Ramírez)‏، حيث التقى بزوجته مارغاريتا روسا دي فرانسيسكو. في نفس السنة أصدر أول ألبوم له تحت اسم في الخارج والداخل (بالإسبانية: Por Fuera y Por Dentro)‏ ولكنه لم يحقق النجاح المطلوب، فأصدر ألبوما ثاني سنة 1987 باسم لا يمكنك الهروب مني (بالإسبانية: No Podrás Escapar de Mí)‏ وصُنِّف من ضمن أفضل الأغاني اللاتينية في تصنيفات بيلبورد. أصدر ثالث ألبوم باسم وسط المدينة (بالإسبانية: Al Centro de la Ciudad)‏ ولكنه أيضا لم يحقق النجاح.

## حياته الشخصية
في 20 غشت 1988، تزوج كارلوس بالممثلة الكولومبية مارغاريتا روسا دي فرانسيسكو ولكن لم تستمر العلاقة طويلا. زوجته الثانية كانت هيرليندا غوميز، وأنجبا طفلان، كارلوس ولوسيا، ولكن تطلقا. زوجته الحالية هي ملكة جمال كولومبيا سنة 1996، كلاوديا إيلينا فاسكيز وأنجبا أيضا طفلان، إيلينا وبيدرو.

## الجوائز
الجوائز التي فاز بها كارلوس فيفس:
- 2015: جائزة غرامي، أفضل ألبوم لاتيني استوائي
- 2002: جائزة غرامي، أفضل ألبوم لاتيني استوائي
- 2000: جائزة غرامي اللاتينية، أفضل تسجيل للسنة
- 2002: جائزة غرامي اللاتينية، أفضل ألبوم لاتيني معاصر
- 2002: جائزة غرامي اللاتينية، أفضل أغنية استوائية
- 2005: جائزة غرامي اللاتينية، أفضل ألبوم لاتيني معاصر
- 2009: جائزة غرامي اللاتينية، أفضل ألبوم لاتيني للأطفال
- 2013: جائزة غرامي اللاتينية، أفضل أغنية للسنة
- 2013: جائزة غرامي اللاتينية، أفضل أغنية استوائية
- 2014: جائزة غرامي اللاتينية، أفضل ألبوم لاتيني معاصر
- 2014: جائزة غرامي اللاتينية، أفضل أغنية استوائية
- 2016: جائزة غرامي اللاتينية، أفضل تسجيل للسنة
- 2016: جائزة غرامي اللاتينية، أفضل أغنية للسنة
- 2014: جوائز وطننا، أفضل أغنية للسنة
- 2014: جوائز وطننا، أفضل مغني للسنة
- 2014: جوائز وطننا، أفضل ألبوم للسنة
- 2014: جوائز وطننا، أفضل مغني بوب لاتيني استوائي للسنة
- 2014: جوائز وطننا، أفضل فيديو موسيقي